# Lachnoptera laodice
Lachnoptera laodice är en fjärilsart som beskrevs av Pieter Cramer 1779. Lachnoptera laodice ingår i släktet Lachnoptera och familjen praktfjärilar. Inga underarter finns listade i Catalogue of Life.